# Rainer Dally
Rainer Dally (* 16. September 1942 in Duisburg) ist ein Jurist und war von 2006 bis 2012 Präses der Synode der Pommerschen Evangelischen Kirche.

## Leben
Rainer Dally studierte an den Universitäten Hamburg und Köln Rechtswissenschaften. In Köln wurde er 1969 zum Dr. jur. promoviert; danach arbeitete er als Richter und im Bundesministerium für Justiz in Bonn, wo er zuständig war für Staatsschutz-Strafrecht.
Zehn Jahre war Dally dann Richter am Oberlandesgericht Düsseldorf, wo er an den früheren RAF-Prozessen beteiligt war.
Nach der Wende wurde er an das Bezirksgericht Neubrandenburg berufen und später zum Oberlandesgericht in Rostock, wo er Vorsitzender Richter – Vorsitzender des Strafsenats und des Staatsschutz-Senats – war.
Mehrere Jahre lang war Dally Vizepräses der Landessynode der Pommerschen Evangelischen Kirche.
Im Herbst 2006 wurde er zum Präses der Synode gewählt und hatte dieses Amt bis 2012 inne, als Eigenständigkeit der Pommerschen Evangelischen Kirche endete. Er folgte Elke König nach, die das Amt acht Jahre lang innehatte und ab 2012 wiederum Präses des Pommerschen Kirchenkreises wurde.
Rainer Dally ist verheiratet und hat zwei Kinder, der klassische Archäologe Ortwin Dally ist sein Sohn. 
Er lebt in Pantlitz im Kirchenkreis Stralsund.

## Werke
- Rechtsfragen des Automatenaufstellvertrages. Köln, Rechtswiss. F., Diss. v. 8. Mai 1969